# Strangerland
Strangerland (no Brasil:Terra Estranha) é um filme dirigido por Kim Farrant lançado em 23 de janeiro de 2015 no Festival Sundance de Cinema. No Brasil, foi lançado pela Imovision.

## Sinopse
Os pais de dois adolescentes tentam descobrir onde estão seus filhos que desapareceram um pouco antes de uma tempestade.

## Elenco
- Nicole Kidman ... Catherine Parker
- Joseph Fiennes ... Matthew Parker
- Hugo Weaving ... David Rae
- Maddison Brown ... Lily
- Lisa Flanagan ... Coreen
- Meyne Wyatt ... Burtie
- Nicholas Hamilton ... Tommy
- Martin Dingle-Wall ... Neil McPherson

## Recepção
No agregador de críticas dos Estados Unidos, o Rotten Tomatoes, na pontuação onde a equipe do site categoriza as opiniões da  grande mídia e da mídia independente apenas como positivas ou negativas, o filme tem um índice de aprovação de 41% calculado com base em 67 comentários dos críticos. Por comparação, com as mesmas opiniões sendo calculadas usando uma média aritmética ponderada, a nota alcançada é 5.17/10 que é seguida do consenso: "Strangerland tem um elenco maravilhoso, mas seus esforços não são suficientes para superar o melodrama brandamente previsível da história."
Em outro agregador de críticas também dos Estados Unidos, o Metacritic, que calcula as notas das opiniões usando somente uma média aritmética ponderada de determinados veículos de comunicação em maior parte da grande mídia, o filme tem 13 avaliações da imprensa anexadas no site e uma pontuação de 42 entre 100, com a indicação de "revisões mistas ou neutras".